# Apherusa ovalipes
Apherusa ovalipes är en kräftdjursart som beskrevs av Norman och T. Scott 1906. Apherusa ovalipes ingår i släktet Apherusa och familjen Calliopiidae. Arten är reproducerande i Sverige. Inga underarter finns listade i Catalogue of Life.